# Аминдеон
Ами́ндеон (греч. Αμύνταιον) — малый город на севере Греции. Расположен на высоте 589 метров над уровнем моря, к югу от озера Петрон, в 25 километрах к юго-востоку от города Флорина, в 107 километрах к западу от Салоник и в 348 километрах к северо-западу от Афин. Административный центр общины (дима) Аминдеон в периферийной единице Флорина в периферии Западная Македония. Население 3671 жителей по переписи 2011 года.
Национальная дорога 3 Птолемаис — Флорина проходит западнее города. В городе находится железнодорожная станция «Аминдеон» на линии Салоники — Битола с ответвлением Месонисион — Флорина. Также из Аминдеона идёт железная дорога в Козани.
До 1928 года (ΦΕΚ 156Α) назывался Сорович (Соровичево, Суровичево, Σόροβιτς).

## ТЭС «Аминдеон»
Недалеко от города Филотас расположен угольный разрез — одно из трёх основных предприятий Греции по добыче лигнитов. В 1988 году введена в эксплуатацию ТЭС «Аминдеон» мощностью 2×300 МВт, спроектированная Мосэнергопроектом и Ивановским отделением института «Теплоэлектропроект» (ныне «Зарубежэнергопроект»). Четыре турбины К-300-170 производства Ленинградского металлического завода были поставлены СССР.  Блоки укомплектованы котлами французского завода Stein Industrie в Лис-ле-Ланнуа (закрыт в 2003 году), входившего в группу Alsthom Atlantique (ныне General Electric). ТЭС «Аминдеон»  и угольный разрез принадлежат Государственной энергетической корпорации Греции. ТЭС и угольный разрез выведены из эксплуатации.

## Общинное сообщество Аминдеон
Сообщество Сорович (Κοινότητα Σόροβιτς) создано в 1918 году (ΦΕΚ 259Α), в 1928 году (ΦΕΚ 156Α) переименовано в Аминдеон (Κοινότητα Αμυνταίου). В  сообщество входят три населённых пункта. Население 4306 жителей по переписи 2011 года. Площадь 26,706 квадратного километра.
| Наименование | Население (2011), человек |
| ------------ | ------------------------- |
| Аминдеон     | 3671                      |
| Аналипси     | 527                       |
| Сотир        | 108                       |

## Население
| Год  | Население, человек |
| ---- | ------------------ |
| 1991 | 3205               |
| 2001 | 3856               |
| 2011 | ↘ 3671             |